# 拉普拉斯妖

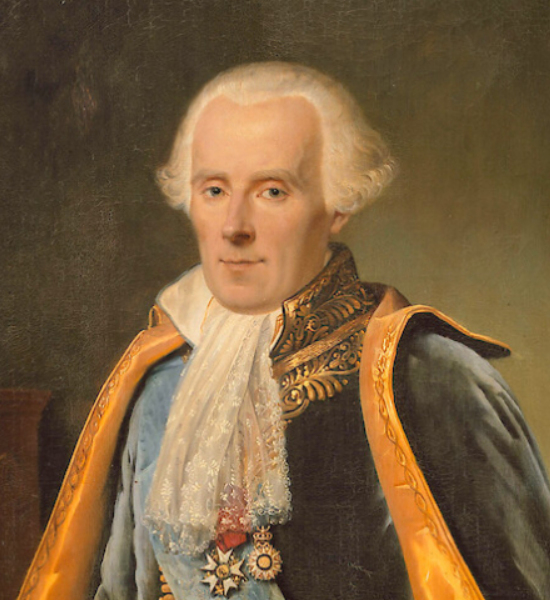
皮耶爾-西蒙·拉普拉斯

拉普拉斯的惡魔（法語：Démon de Laplace）是由法國數學家皮埃尔-西蒙·拉普拉斯於1814年提出。簡單的描述可為：此智者若知道宇宙中每個原子確切的位置和動量，能夠使用牛頓定律來展現宇宙事件的整個過程，包括過去以及未來。

## 原文引述
拉普拉斯堅信決定論，他在他的概率論（Essai philosophique sur les probabilités）导论部分说：
|                                                 | Nous devons donc envisager l'état présent de l'univers, comme l'effet de son état antérieur, et comme la cause de celui qui va suivre. Une intelligence qui pour un instant donné, connaîtrait toutes les forces dont la Nature est animée, et la situation respective des êtres qui la composent, si d'ailleurs elle était assez vaste pour soumettre ces données à l'Analyse, embrasserait dans la même formule, les mouvements des plus grands corps de l'univers et ceux du plus léger atome : rien ne serait incertain pour elle, et l'avenir comme le passé serait présent à ses yeux. |
| ——Laplace，Essai philosophique des probabilités | |

（翻譯）
|  | 我們可以把宇宙現在的狀態視為其過去的果以及未來的因。假若一位智者會知道在某一時刻所有促使自然運動的力和所有組構自然的物體的位置，假若他也能夠對這些數據進行分析，則在宇宙裡，從最大的物體到最小的粒子，它們的運動都包含在一條簡單公式裏。對於這位智者來說，沒有任何事物會是含糊的，並且未來只會像過去般出現在他眼前。 |

拉普拉斯这里所说的「智者」（intelligence）便是後人所稱的拉普拉斯妖。

## 近代觀點
拉普拉斯以后，近代的量子力學詮釋使得拉普拉斯妖的理论基础受到质疑。
英國粒子物理学家、神学家約翰·波金霍爾指出，由于电子位置的不确定性，即使在相互作用仅考虑牛顿力学的情況下，试图计算一个气态氧分子（O2）在与其他分子碰撞50次（约0.1ns以内）后的位置也是无效的。
化学家羅伯特·尤蘭維奇在他的书中指出（Growth and Development, 1986）19世纪物理学的不可逆过程、熵、及热力学第二定律已经使得拉普拉斯妖成为不可能。拉普拉斯妖的可能性是建立在经典力学可逆过程的基础上的，然而热力学理论则指出现实的物理过程都是不可逆的。
而随着计算机理论的发展出现一种观点－即使世界是不包含量子理论的概率论之纯粹决定论的机械世界，似乎也只能计算过去。因为如果预测未来的计算是需要在本宇宙中进行或计算结果在本宇宙中体现的，那么计算活动的物质运动及其预测结果对未来就有影响，且计算中需要使用计算活动本身的物质运动与计算结果的数据，这将造成对计算结果的无限递归，无法得到结果。
近来，有人对拉普拉斯妖分析數據的能力提出一个极限。这个极限是由宇宙最大熵、光速、以及将信息传送通过一个普朗克长度所需要的时间得来的，约为10120。在宇宙开始以来所经历过的时间以内不可能处理比这个量更多的数据。

## 參閱
- 麥克斯韋妖

## 外部連結
- Левин Г. Д. Свобода воли. Современный взгляд （页面存档备份，存于） （俄文）